# Tour de Colombie 1965
Le Tour de Colombie 1965, qui se déroule du 17 mars au 4 avril 1965, est une épreuve cycliste remportée par le Colombien Javier Suárez (es). Cette course est composée de 17 étapes.